# Jandarma
Jandarma är Turkiets gendarmeri. Det är militärt och underställt generalstaben. Jandarma ansvarar för polisbevakningen av landsbygden, ca 90% av Turkiets territorium, och är även militär- och gränspolis. Det är uppdelat i regionala och lokala förband i likhet med till exempel Carabinieri. Flygstyrkor och kommandoenheter ligger under central kontroll. Jandarma räknar sina historiska rötter från det Osmanska riket och grundades officiellt 1839.